# بينزانس
بينزانس (بالإنجليزية: Penzance)‏ هي مدينة تقع في جنوب غرب إنجلترا في كورنوال بالمملكة المتحدة. بلغ عدد سكانها 21.200 نسمة حسب إحصاء عام 2011.

## توأمة
لبينزانس اتفاقيات توأمة مع كل من:
- كوكسهافن
- بنديجو
- كنكارنو

## أعلام
- كلايف بالمر
- إدموند دافي
- جون نوبل بارلو
- همفري ديفي
- ساندي وودورد
- ماري باتس
- أليكس ريد
- زومبوي